# Ivo Isetto
Ivo Isetto (Livorno, 14 giugno 1921 – 15 novembre 1976) è stato un calciatore italiano, di ruolo centrocampista.

## Carriera
Giocò in Serie A tra le file del Bari.